# Championnats du monde juniors de patinage artistique 2020
Navigation
Édition précédente Édition suivante
Les Championnats du monde juniors de patinage artistique 2020 ont lieu du 2 au 8 mars 2020 à la patinoire de Tondiraba à Tallinn en Estonie.

## Qualifications
Les patineurs sont éligibles à l'épreuve s'ils représentent une nation membre de l'Union internationale de patinage (International Skating Union en anglais) et s'ils ont atteint l'âge de 13 ans et pas encore 19 ans avant le 1er juillet 2019, sauf pour les messieurs qui participent au patinage en couple et à la danse sur glace où l'âge maximum est de 21 ans. Les fédérations nationales sélectionnent leurs patineurs en fonction de leurs propres critères, mais l'Union internationale de patinage exige un score minimum d'éléments techniques (Technical Elements Score en anglais) lors d'une compétition internationale avant les championnats du monde juniors.

### Score minimum d'éléments techniques
L'Union internationale de patinage stipule que les notes minimales doivent être obtenues lors d'une compétition internationale senior reconnue par elle-même au cours de la saison en cours ou précédente, au plus tard 21 jours avant le premier jour d'entraînement officiel. 
| Score minimum d'éléments techniques                                                         | Score minimum d'éléments techniques | Score minimum d'éléments techniques |
| Discipline                                                                                  | Programme court                     | Programme libre                     |
| Messieurs                                                                                   | 23.00                               | 42.00                               |
| Dames                                                                                       | 23.00                               | 38.00                               |
| Couples                                                                                     | 23.00                               | 34.00                               |
| Danse sur glace                                                                             | 23.00                               | 37.00                               |
| ------------------------------------------------------------------------------------------- | ----------------------------------- | ----------------------------------- |
| Les scores des programmes courts et libres peuvent être obtenus à différentes compétitions. |                                     |                                     |

### Nombre d'inscriptions par discipline
Sur la base des résultats des championnats du monde juniors 2019, l'Union internationale de patinage autorise chaque pays à avoir de une à trois inscriptions par discipline.
| Nombre d'inscriptions                                             | Messieurs                          | Dames                     | Couples                            | Danse sur glace          |
| ----------------------------------------------------------------- | ---------------------------------- | ------------------------- | ---------------------------------- | ------------------------ |
| 3                                                                 | États-Unis Russie                  | Russie États-Unis         | Russie États-Unis                  | Canada Russie États-Unis |
| 2                                                                 | Italie Canada France Géorgie Japon | Japon Corée du Sud Canada | Chine Israël Ukraine France Canada | Géorgie France           |
| Si non répertorié ci-dessus, une seule inscription est autorisée. |                                    |                           |                                    |                          |

## Podiums
| Épreuves                            | Or                                    | Argent                              | Bronze                               |
| ----------------------------------- | ------------------------------------- | ----------------------------------- | ------------------------------------ |
| Messieurs résultats détaillés       | Andrei Mozalev                        | Yuma Kagiyama                       | Petr Gumennik                        |
| Dames résultats détaillés           | Kamila Valieva                        | Daria Usacheva                      | Alysa Liu                            |
| Couples résultats détaillés         | Apollinariia Panfilova / Dmitry Rylov | Kseniia Akhanteva / Valerii Kolesov | Iuliia Artemeva / Mikhail Nazarychev |
| Danse sur glace résultats détaillés | Avonley Nguyen / Vadym Kolesnik       | Maria Kazakova / Georgy Reviya      | Elizaveta Shanaeva / Devid Naryzhnyy |

## Tableau des médailles
| Rang  | Nation     | Or | Argent | Bronze | Total |
| ----- | ---------- | -- | ------ | ------ | ----- |
| 1     | Russie     | 3  | 2      | 3      | 8     |
| 2     | États-Unis | 1  | 0      | 1      | 2     |
| 3     | Géorgie    | 0  | 1      | 0      | 1     |
| 3     | Japon      | 0  | 1      | 0      | 1     |
| Total | Total      | 4  | 4      | 4      | 12    |

## Détails des compétitions

### Messieurs
| Rang                                        | Nom                     | Nation         | Points | Programme court | Programme court | Programme libre | Programme libre |
| ------------------------------------------- | ----------------------- | -------------- | ------ | --------------- | --------------- | --------------- | --------------- |
| 1                                           | Andrei Mozalev          | Russie         | 245.09 | 2               | 84.31           | 1               | 160.78          |
| 2                                           | Yuma Kagiyama           | Japon          | 231.75 | 1               | 85.82           | 5               | 145.93          |
| 3                                           | Petr Gumennik           | Russie         | 231.12 | 9               | 76.07           | 2               | 155.05          |
| 4                                           | Daniel Grassl           | Italie         | 229.38 | 6               | 78.91           | 3               | 150.47          |
| 5                                           | Maxim Naumov            | États-Unis     | 225.10 | 10              | 75.20           | 4               | 149.90          |
| 6                                           | Shun Sato               | Japon          | 221.62 | 5               | 79.30           | 6               | 142.32          |
| 7                                           | Adam Siao Him Fa        | France         | 213.89 | 12              | 74.61           | 7               | 139.28          |
| 8                                           | Andrew Torgashev        | États-Unis     | 208.95 | 3               | 81.50           | 11              | 127.45          |
| 9                                           | Aleksandr Selevko       | Estonie        | 207.00 | 4               | 80.87           | 13              | 126.13          |
| 10                                          | Ilya Yablokov           | Russie         | 206.16 | 7               | 77.53           | 10              | 128.63          |
| 11                                          | Lee Si-hyeong           | Corée du Sud   | 201.49 | 15              | 71.61           | 8               | 129.88          |
| 12                                          | Joseph Phan             | Canada         | 201.24 | 8               | 77.50           | 15              | 123.74          |
| 13                                          | Nikolaj Majorov         | Suède          | 199.85 | 14              | 72.49           | 12              | 127.36          |
| 14                                          | Gabriele Frangipani     | Italie         | 198.41 | 11              | 75.05           | 16              | 123.36          |
| 15                                          | Ivan Chmouratko         | Ukraine        | 197.40 | 16              | 68.76           | 9               | 128.64          |
| 16                                          | Ilia Malinin            | États-Unis     | 195.97 | 13              | 74.02           | 18              | 121.95          |
| 17                                          | Stephen Gogolev         | Canada         | 191.45 | 18              | 67.27           | 14              | 124.18          |
| 18                                          | Nika Egadze             | Géorgie        | 180.66 | 22              | 58.22           | 17              | 122.44          |
| 19                                          | Başar Oktar             | Turquie        | 180.37 | 20              | 61.91           | 19              | 118.46          |
| 20                                          | Denis Gurdzhi           | Allemagne      | 178.08 | 17              | 67.81           | 21              | 110.27          |
| 21                                          | Mark Gorodnitsky        | Israël         | 168.90 | 23              | 57.96           | 20              | 110.94          |
| 22                                          | Mikhail Shaidorov       | Kazakhstan     | 164.09 | 24              | 56.37           | 22              | 107.72          |
| 23                                          | Alexander Lebedev       | Biélorussie    | 163.40 | 19              | 66.12           | 23              | 97.28           |
| 24                                          | Filip Ščerba            | Tchéquie       | 146.97 | 21              | 59.86           | 24              | 87.11           |
| Patineurs éliminés après le programme court |                         |                |        |                 |                 |                 |                 |
| 25                                          | Luc Maierhofer          | Autriche       |        | 25              | 55.22           | NC              | NC              |
| 26                                          | Edward Appleby          | Royaume-Uni    |        | 26              | 54.56           | NC              | NC              |
| 27                                          | Lin Fang-Yi             | Taipei chinois |        | 27              | 51.91           | NC              | NC              |
| 28                                          | Darian Kaptich          | Australie      |        | 28              | 49.48           | NC              | NC              |
| 29                                          | Kornel Witkowski        | Pologne        |        | 29              | 47.56           | NC              | NC              |
| 30                                          | Pablo García            | Espagne        |        | 30              | 43.29           | NC              | NC              |
| 31                                          | Noah Bodenstein         | Suisse         |        | 31              | 43.21           | NC              | NC              |
| 32                                          | Charles Henry Katanović | Croatie        |        | 32              | 42.81           | NC              | NC              |
| 33                                          | Adam Hagara             | Slovaquie      |        | 33              | 41.90           | NC              | NC              |
| 34                                          | Lauri Lankila           | Finlande       |        | 34              | 41.69           | NC              | NC              |
| Forfait                                     | Alexander Zlatkov       | Bulgarie       |        | NC              | NC              | NC              | NC              |

### Dames
| Rang                                          | Nom                        | Nation           | Points | Programme court | Programme court | Programme libre | Programme libre |
| --------------------------------------------- | -------------------------- | ---------------- | ------ | --------------- | --------------- | --------------- | --------------- |
| 1                                             | Kamila Valieva             | Russie           | 227.30 | 1               | 74.92           | 1               | 152.38          |
| 2                                             | Daria Usacheva             | Russie           | 207.74 | 3               | 68.45           | 2               | 139.29          |
| 3                                             | Alysa Liu                  | États-Unis       | 204.83 | 4               | 67.52           | 3               | 137.31          |
| 4                                             | Maiia Khromykh             | Russie           | 198.24 | 5               | 66.78           | 4               | 131.46          |
| 5                                             | Lee Hae-in                 | Corée du Sud     | 194.01 | 2               | 70.08           | 6               | 123.93          |
| 6                                             | Wi Seo-yeong               | Corée du Sud     | 193.30 | 6               | 65.45           | 5               | 127.85          |
| 7                                             | Ekaterina Kurakova         | Pologne          | 184.51 | 9               | 63.20           | 7               | 121.31          |
| 8                                             | Starr Andrews              | États-Unis       | 180.87 | 7               | 65.31           | 8               | 115.56          |
| 9                                             | Alison Schumacher          | Canada           | 174.02 | 11              | 59.99           | 9               | 114.03          |
| 10                                            | Ekaterina Ryabova          | Azerbaïdjan      | 169.89 | 13              | 57.68           | 10              | 112.21          |
| 11                                            | Mana Kawabe                | Japon            | 169.62 | 8               | 64.47           | 13              | 105.15          |
| 12                                            | Milana Ramashova           | Biélorussie      | 169.16 | 12              | 59.65           | 11              | 109.51          |
| 13                                            | Alessia Tornaghi           | Italie           | 163.45 | 14              | 57.08           | 12              | 106.37          |
| 14                                            | Tomoe Kawabata             | Japon            | 159.47 | 10              | 62.85           | 16              | 96.62           |
| 15                                            | Stefanie Pesendorfer       | Autriche         | 150.54 | 16              | 53.67           | 15              | 96.87           |
| 16                                            | Maïa Mazzara               | France           | 149.80 | 15              | 54.22           | 17              | 95.58           |
| 17                                            | Ting Tzu-Han               | Taipei chinois   | 149.04 | 22              | 50.97           | 14              | 98.07           |
| 18                                            | Alina Urushadze            | Géorgie          | 148.11 | 18              | 52.68           | 18              | 95.43           |
| 19                                            | Nargiz Süleymanova         | Allemagne        | 146.03 | 21              | 51.07           | 19              | 94.96           |
| 20                                            | Anastasiia Shabotova       | Ukraine          | 144.85 | 17              | 52.68           | 20              | 92.17           |
| 21                                            | Anete Lāce                 | Lettonie         | 137.36 | 20              | 51.74           | 21              | 85.62           |
| 22                                            | Zhu Yi                     | Chine            | 132.42 | 24              | 50.43           | 22              | 81.99           |
| 23                                            | Maria Levushkina           | Bulgarie         | 129.31 | 23              | 50.60           | 23              | 78.71           |
| 24                                            | Regina Schermann           | Hongrie          | 126.55 | 19              | 52.38           | 24              | 74.17           |
| Patineuses éliminées après le programme court |                            |                  |        |                 |                 |                 |                 |
| 25                                            | Vera Stolt                 | Finlande         |        | 25              | 50.11           | NC              | NC              |
| 26                                            | Lindsay Thorngren          | États-Unis       |        | 26              | 49.61           | NC              | NC              |
| 27                                            | Nelli Ioffe                | Israël           |        | 27              | 49.00           | NC              | NC              |
| 28                                            | Emelie Ling                | Suède            |        | 28              | 48.58           | NC              | NC              |
| 29                                            | Lindsay van Zundert        | Pays-Bas         |        | 29              | 48.21           | NC              | NC              |
| 30                                            | Marian Millares            | Espagne          |        | 30              | 47.54           | NC              | NC              |
| 31                                            | Kaiya Ruiter               | Canada           |        | 31              | 47.27           | NC              | NC              |
| 32                                            | Anaïs Coraducci            | Suisse           |        | 32              | 46.94           | NC              | NC              |
| 33                                            | Niina Petrokina            | Estonie          |        | 33              | 46.56           | NC              | NC              |
| 34                                            | Cheuk Ka Kahlen Cheung     | Hong Kong        |        | 34              | 44.87           | NC              | NC              |
| 35                                            | Aldís Kara Bergsdóttir     | Islande          |        | 35              | 44.85           | NC              | NC              |
| 36                                            | Valeriia Sidorova          | Arménie          |        | 36              | 44.37           | NC              | NC              |
| 37                                            | Alexandra Michaela Filcová | Slovaquie        |        | 37              | 42.81           | NC              | NC              |
| 38                                            | Andrea Montesinos Cantú    | Mexique          |        | 38              | 42.04           | NC              | NC              |
| 39                                            | Maia Sørensen              | Danemark         |        | 39              | 40.72           | NC              | NC              |
| 40                                            | Elena Komova               | Royaume-Uni      |        | 40              | 39.11           | NC              | NC              |
| 41                                            | Jogailė Aglinskytė         | Lituanie         |        | 41              | 38.13           | NC              | NC              |
| 42                                            | Victoria Alcantara         | Australie        |        | 42              | 37.17           | NC              | NC              |
| 43                                            | Hana Cvijanović            | Croatie          |        | 43              | 36.92           | NC              | NC              |
| 44                                            | Darja Mijatović            | Serbie           |        | 44              | 36.19           | NC              | NC              |
| 45                                            | Jocelyn Hong               | Nouvelle-Zélande |        | 45              | 34.66           | NC              | NC              |
| 46                                            | Nikola Rychtaříková        | Tchéquie         |        | 46              | 34.45           | NC              | NC              |
| 47                                            | Ana Sofia Beşchea          | Roumanie         |        | 47              | 33.77           | NC              | NC              |
| Forfait                                       | Yasemin Zeki               | Turquie          |        | NC              | NC              | NC              | NC              |

### Couples
| Rang | Nom                                    | Nation     | Points | Programme court | Programme court | Programme libre | Programme libre |
| ---- | -------------------------------------- | ---------- | ------ | --------------- | --------------- | --------------- | --------------- |
| 1    | Apollinariia Panfilova / Dmitry Rylov  | Russie     | 195.96 | 1               | 73.71           | 1               | 122.25          |
| 2    | Kseniia Akhanteva / Valerii Kolesov    | Russie     | 174.85 | 2               | 70.44           | 2               | 104.41          |
| 3    | Iuliia Artemeva / Mikhail Nazarychev   | Russie     | 171.18 | 3               | 70.26           | 4               | 100.92          |
| 4    | Annika Hocke / Robert Kunkel           | Allemagne  | 167.15 | 4               | 63.57           | 3               | 103.58          |
| 5    | Cléo Hamon / Denys Strekalin           | France     | 156.35 | 6               | 58.23           | 5               | 98.12           |
| 6    | Kate Finster / Balazs Nagy             | États-Unis | 156.26 | 5               | 58.33           | 7               | 97.93           |
| 7    | Alina Butaeva / Luka Berulava          | Géorgie    | 153.17 | 7               | 55.96           | 8               | 97.21           |
| 8    | Wang Yuchen / Huang Yihang             | Chine      | 152.10 | 8               | 54.09           | 6               | 98.01           |
| 9    | Wang Huidi / Jia Ziqi                  | Chine      | 148.87 | 9               | 54.08           | 9               | 94.79           |
| 10   | Anastasiia Smirnova / Danil Siianytsia | États-Unis | 145.05 | 11              | 51.19           | 10              | 93.86           |
| 11   | Patricia Andrew / Zachary Daleman      | Canada     | 134.98 | 14              | 46.84           | 11              | 88.14           |
| 12   | Kateryna Dzitsiuk / Ivan Pavlov        | Ukraine    | 132.96 | 13              | 47.45           | 12              | 85.51           |
| 13   | Winter Deardorff / Mikhail Johnson     | États-Unis | 131.53 | 10              | 53.77           | 15              | 77.76           |
| 14   | Kelly-Ann Laurin / Loucas Éthier       | Canada     | 131.01 | 12              | 47.77           | 13              | 83.24           |
| 15   | Greta Crafoord / John Crafoord         | Suède      | 124.31 | 15              | 46.34           | 14              | 77.97           |
| 16   | Alyssa Montan / Manuel Piazza          | Italie     | 116.22 | 16              | 44.69           | 16              | 71.53           |

### Danse sur glace
| Rang                                               | Nom                                          | Nation      | Points | Danse rythmique | Danse rythmique | Danse libre | Danse libre |
| -------------------------------------------------- | -------------------------------------------- | ----------- | ------ | --------------- | --------------- | ----------- | ----------- |
| 1                                                  | Avonley Nguyen / Vadym Kolesnik              | États-Unis  | 177.18 | 3               | 68.27           | 1           | 108.91      |
| 2                                                  | Maria Kazakova / Georgy Reviya               | Géorgie     | 176.19 | 2               | 69.98           | 2           | 106.21      |
| 3                                                  | Elizaveta Shanaeva / Devid Naryzhnyy         | Russie      | 175.17 | 1               | 70.03           | 3           | 105.14      |
| 4                                                  | Arina Ushakova / Maxim Nekrasov              | Russie      | 169.18 | 4               | 66.97           | 4           | 102.21      |
| 5                                                  | Diana Davis / Gleb Smolkin                   | Russie      | 165.22 | 5               | 66.53           | 5           | 98.69       |
| 6                                                  | Loïcia Demougeot / Théo Le Mercier           | France      | 162.52 | 6               | 64.88           | 6           | 97.64       |
| 7                                                  | Katarina Wolfkostin / Jeffrey Chen           | États-Unis  | 159.20 | 7               | 64.77           | 7           | 94.43       |
| 8                                                  | Miku Makita / Tyler Gunara                   | Canada      | 153.20 | 10              | 60.87           | 10          | 92.33       |
| 9                                                  | Emmy Bronsard / Aissa Bouaraguia             | Canada      | 153.16 | 8               | 61.98           | 11          | 91.18       |
| 10                                                 | Oona Brown / Gage Brown                      | États-Unis  | 152.05 | 11              | 59.50           | 9           | 92.55       |
| 11                                                 | Natalie D'Alessandro / Bruce Waddell         | Canada      | 151.79 | 9               | 61.63           | 12          | 90.16       |
| 12                                                 | Utana Yoshida / Shingo Nishiyama             | Japon       | 149.61 | 13              | 56.05           | 8           | 93.56       |
| 13                                                 | Emily Rose Brown / James Hernandez           | Royaume-Uni | 141.75 | 12              | 57.10           | 13          | 84.65       |
| 14                                                 | Maria Golubtsova / Kirill Belobrov           | Ukraine     | 137.88 | 14              | 55.98           | 14          | 81.90       |
| 15                                                 | Lou Terreaux / Noé Perron                    | France      | 137.28 | 15              | 55.44           | 15          | 81.84       |
| 16                                                 | Natálie Taschlerová / Filip Taschler         | Tchéquie    | 134.58 | 19              | 52.80           | 16          | 81.78       |
| 17                                                 | Carolina Portesi Peroni / Michael Chrastecky | Italie      | 133.05 | 16              | 54.42           | 18          | 78.63       |
| 18                                                 | Sofia Val / Linus Colmor Jepsen              | Espagne     | 130.61 | 20              | 51.18           | 17          | 79.43       |
| 19                                                 | Villő Marton / Danyil Semko                  | Hongrie     | 130.49 | 17              | 53.03           | 19          | 77.46       |
| 20                                                 | Angelina Kudryavtseva / Ilia Karankevich     | Chypre      | 127.97 | 18              | 52.96           | 20          | 75.01       |
| Couples de danse éliminés après la danse rythmique |                                              |             |        |                 |                 |             |             |
| 21                                                 | Lara Luft / Stephano Valentino Schuster      | Allemagne   |        | 21              | 51.17           | NC          | NC          |
| 22                                                 | Anna Shnaider / Fedor Varlamov               | Kazakhstan  |        | 22              | 47.21           | NC          | NC          |
| 23                                                 | Mariia Nosovitskaya / Mikhail Nosovitskiy    | Israël      |        | 23              | 46.03           | NC          | NC          |
| 24                                                 | Yulia Alieva / Artur Biktimirov              | Azerbaïdjan |        | 24              | 45.96           | NC          | NC          |
| 25                                                 | Darja Netjaga / Marko Jevgeni Gaidajenko     | Estonie     |        | 25              | 45.79           | NC          | NC          |
| 26                                                 | Oliwia Borowska / Filip Bojanowski           | Pologne     |        | 26              | 41.94           | NC          | NC          |
| 27                                                 | Karina Sidarenka / Maksim Yalenich           | Biélorussie |        | 27              | 40.94           | NC          | NC          |
| 28                                                 | Sara Buch-Weeke / Nicolas Woodcock           | Danemark    |        | 28              | 39.59           | NC          | NC          |
| 29                                                 | Gina Zehnder / Beda Leon Sieber              | Suisse      |        | 29              | 31.99           | NC          | NC          |